# Sân bay La Rochelle – Île de Ré
Sân bay La Rochelle – Île de Ré (IATA: LRH, ICAO: LFBH) là một sân bay có cự ly 2,5 km về phía tây bắc La Rochelle, phục vụ thành phố La Rohcelle trong tỉnh Charente-Maritime thuộc vùng của Pháp. Sân bay cũng phục vụ Île de Ré, có thể đi đến qua một cây cầu từ La Rochelle.
Sân bay có đường băng bằng asphalt dài 2255 mét.

## Hãng hàng không và tuyến bay
| Hãng hàng không                         | Các điểm đến                                                          |
| --------------------------------------- | --------------------------------------------------------------------- |
| Air France vận hành bởi Airlinair       | Lyon                                                                  |
| Airlinair vận hành bởi Chalair Aviation | Paris-Orly                                                            |
| EasyJet                                 | Theo mùa: Bristol, London-Gatwick                                     |
| Flybe                                   | Southampton Theo mùa: Manchester                                      |
| Jet2.com                                | Theo mùa: Edinburgh, Leeds/Bradford                                   |
| Ryanair                                 | London-Stansted Theo mùa: Brussels South-Charleroi, Porto, Moss-Rygge |